# ZiŁ-135
ZiŁ-135 – duży, 8-kołowy wojskowy transporter lub samobieżna wyrzutnia artyleryjska produkowana w okresie zimnej wojny przez Związek Radziecki, począwszy od roku 1958. Jego zadaniem (w zależności od wersji) było przewożenie lub wystrzeliwanie pocisków rakietowych, głównie rakiet 9K52 Łuna-M (nazwa kodowa NATO FROG-7)  typu ziemia-ziemia. ZiŁ-135 był powszechnie eksportowany do krajów bloku wschodniego, a także do Korei Północnej.

## Historia
Pojazd powstał jako prostsza alternatywa dla projektowanego równolegle w zakładach ZiŁ ciągnika ZiŁ-134, różniąc się między innymi układem napędowym z dwoma produkowanymi już silnikami mniejszej mocy zamiast jednego oraz prostszym zawieszeniem. Początkowo ZiŁ-135 miał być amfibią i taki wariant został skonstruowany jako pierwszy, ze szczelnym wannowym kadłubem z wnękami na koła. Głównym konstruktorem był W. Graczow. Do napędu zaadaptowano dwa silniki Ził-123F z transportera opancerzonego BTR-152, o łącznej mocy 220 KM, z których każdy napędzał koła jednej burty za pośrednictwem przekładni hydrokinetycznej. Napędzane było wszystkie 8 kół, a skrajne osie były kierowane.
Pierwszy prototyp powstał 3 października 1958 roku. Pod koniec 1959 roku powstała seria próbna trzech amfibii ZiŁ-135B. W tym samym roku prowadzono próby prototypu jako bazy dla wyrzutni rakiet balistycznych, lecz ostatecznie zdecydowano umieścić ją nie niepływającym podwoziu.

## Modyfikacje
- 1959 – ZIŁ-135B – wersja pływająca
- 1960 ZIŁ-135I
- maj 1960 – ZiŁ 135К – wyrzutnia 2P30
- 4 kwietnia 1961 ZIŁ-135Ł (na bazie podwozia ZIŁ-135I)
- 1962 – ZiŁ 135КМ
- 1962 – ZiŁ 135BP (B2) – prototyp wersji pływającej z kadłubem z włókna szklanego[4]
- 1962 – ZIŁ-135ŁT
- 4 marca 1963 – ZiŁ 135ŁM
- 1964 – ZiŁ-135ŁTM